# Platarctia borealis
Platarctia borealis là một loài bướm đêm thuộc phân họ Arctiinae, họ Erebidae.